# Марија Неира
Mарија Неира (шп. María Neira; Лангрео, 1962) је шпанска докторка, међународни државни службеник и дипломата. Године 2005. је била директорка Одељења за јавно здравље, животну средину и друштвене детерминанте здравља Светске здравствене организације.

## Биографија
Рођена је 1962. године. Студирала је медицину и хирургију на Универзитету Овиедо у Шпанији. Специјализирала је ендокринологију и метаболичке болести на Универзитету Рене Декарт у Паризу. Магистрирала је јавно здравље и људску исхрану на Универзитету Пјера и Марија Кири. Стекла је међународну диплому из приправности у ванредним ситуацијама и управљања кризним ситуацијама Универзитета у Женеви. Била је медицински координатор са Лекарима без граница у избегличким камповима у Салвадору и Хондурасу током оружаног сукоба и периода нестабилности. Придружила се Светској здравственој организацији 1993. године као координаторка Глобалне радне групе за контролу колере, а 1999. је била директорка Одељења за контролу, превенцију и искорењивање. Била је заменик министра здравља и потрошача у Шпанији 2002—2005, као и председница Шпанске агенције за безбедност хране и исхрану. Пет година је била саветник за јавно здравље у Министарству здравља у Мапуту и Мозамбику. Била је саветник и лекар Програма Уједињених нација за развој у Кигалију. Именована је за директора Одељења за јавно здравље и животну средину Светске здравствене организације 2005. године. У новембру 2019. се придружила Саветодавном одбору Lancet Countdown: Праћење напретка здравља и климатских промена.

## Награде
- Медаља и орден за националне заслуге од владе Француске
- Шпанска награда за националну стратегију исхране
- Награда од Летисије од Шпаније
- Члан Краљевске медицинске академије у Астурији
- „Инспиративне жене које раде на заштити животне средине” у оквиру Међународног дана жена у Женеви, Унеско 2016.[3]